# Josef Žaloudek
Josef Žaloudek (3. ledna 1941, Nýřany - 31. srpna 2003) byl český fotbalový trenér.

## Trenérská kariéra
V československé lize vedl v jarní části sezóny 1979/80 Škodu Plzeň. Vychoval Pavla Nedvěda a s Františkem Žůrkem byl první českým profesionálním trenérem.